# Bacova

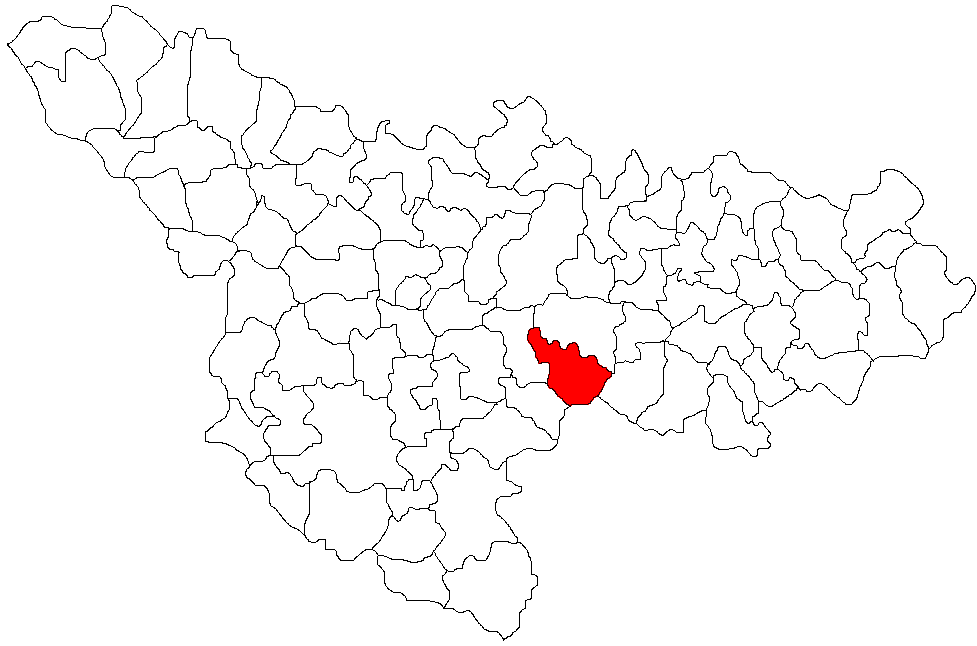
Lage der Gemeinde Buziaș im Kreis Timiș

Bacova (deutsch Bakowa, ungarisch Bakovár) ist eine Ortschaft im rumänischen Teil des Banats und gehört zur Stadt Buziaș (deutsch Busiasch) im Kreis Timiș.

## Lage
Bacova liegt etwa in der Mitte der Straße Timișoara-Lugoj. Im Norden des Ortes liegt die Ortschaft Sârbova, im Osten Buziaș, im Westen Chevereșu Mare und im Südwesten Vucova. Der Ort besitzt eine eigene Haltestelle an der Eisenbahnstrecke Timișoara - Buziaș. Im Norden der Ortschaft liegt ein recht ausgedehnter Wald. Zwischen Dorf und Wald befindet sich der Bakowarer See (Ziegellöcher). Weitere (ehemalige) deutsche Dörfer in der Nachbarschaft sind Nitzkydorf und Darowa. Bakowa befindet sich 118 m über dem Meeresspiegel.
Das Dorf ist planmäßig angelegt mit geraden, zueinander rechtwinkligen Straßen. Die Kirche ist im gotischen Stil gebaut, hat eine Höhe von 56 m (Turm+Kreuz) und ist damit wahrscheinlich die höchste Dorfkirche Rumäniens. Sie ersetzte eine früher bestehende Kirche und wurde 1867 geweiht auf den Schutzpatron Hl. Johannes von Nepomuk.

## Geschichte
Nach dem Frieden von Passarowitz am 21. Juli 1718 begann die Kolonisierung des Banats durch die Habsburgermonarchie. Die Ortschaft wurde im Verlauf des Dritten großen Schwabenzuges um 1783, wahrscheinlich 1786 (erstmalige urkundliche Erwähnung) gegründet. Der Name Bakowa stammt von dem Grafen Johann von Bacho, der jedoch an der Ortsgründung nicht beteiligt war.
Die ersten Siedler waren ungefähr 100 Familien mit circa 400 Personen, in der Mehrzahl Deutsche aus der Pfalz, dem Saarland, Rheinland, Bayern und Württemberg. Nach ungefähr zehn Jahren kamen etwa 35 deutsche Familien aus Ungarn und nach 1820 zahlreiche Familien aus Deutschböhmen und der Slowakei, meist Handwerker.
Nachdem die ersten Siedler sich niedergelassen, die Häuser notdürftig eingerichtet und die Felder bebaut hatten, fielen 1788 die Türken ins Land und zerstörten Häuser und Felder. Nach der Rückkehr der Bewohner musste das Dorf neu aufgebaut werden. Einige Einwohner verhungerten. Im Jahr 1794 kam es nach einer Missernte erneut zu einer Hungersnot. Im Jahre 1836 brach die Cholera aus, an der 200 Menschen verstarben. 1863 fiel die Ernte erneut aus.
Da in dieser Zeit nicht jedes Haus einen Brunnen hatte, hatte man an vielen Straßenkreuzungen tiefe und breite Brunnen gegraben und ausgemauert. Die Brunnen wurden „Maria-Theresa-Brunnen“ genannt. Zurzeit existieren noch zwei oder drei von diesen Brunnen. In Bacova gibt es sehr gutes Mineralwasser, das dem aus Buziaș (Bad Busiasch) sehr ähnlich ist.
Infolge des österreichisch-ungarischen Ausgleichs im Februar 1867 kam das Banat innenpolitisch unter ungarische Verwaltung. Es setzte eine gewaltige Magyarisierungswelle ein, die zu Beginn des 20. Jahrhunderts ihren Höhepunkt erreichte.
Im Dorf lebten lange Zeit überwiegend deutsche Bewohner. Bei der ungarischen Volkszählung von 1910 waren von 1895 Einwohnern 93 %, 1940 von 2171 Einwohnern 98,6 % Deutsche.
Während des Ersten Weltkrieges starben 79 Menschen, für die ein Denkmal im Park neben der Kirche errichtet wurde. Am 4. Juni 1920 wurde das Banat infolge des Vertrags von Trianon dreigeteilt. Der größte, östliche Teil, zu dem auch Bakowa gehörte, fiel an Rumänien.
Infolge des Waffen-SS-Abkommens vom 12. Mai 1943 zwischen der Antonescu-Regierung und Hitler-Deutschland wurden alle deutschstämmigen wehrpflichtigen Männer in die deutsche Armee eingezogen. Der Zweite Weltkrieg brachte unter der Bevölkerung erhebliche Verluste. Während des Krieges und gleich danach starben 103 Personen (76 in der deutschen Armee, 15 in der rumänischen Armee, 3 in Gefangenenlagern, 2 bei Luftangriffen und 7 bei der Rückkehr in die Heimat an der ungarisch-rumänischen Grenze bei Tschanad). Nach 1945 wurden 20 % der Bevölkerung (438, zwischen 17 und 50 Jahren, 203 Männer und 235 Frauen) zu Arbeiten in das Lager Tschistjakowa verschleppt, das im Kohlerevier am Don (Sowjetunion, heutige Ukraine) lag. Die meisten arbeiteten in der Mine Krasnodar, 57 kehrten nicht zurück. Für die Toten des Krieges wurde im Friedhof anlässlich der 200-Jahr-Feier ein Denkmal errichtet.
Das Bodenreformgesetz vom 23. März 1945, das die Enteignung der deutschen Bauern in Rumänien vorsah, entzog der ländlichen Bevölkerung die Lebensgrundlage.
Anfang der 1950er Jahre lebten in Bakowa immer noch 1900 Deutsche. In den 1980er Jahren begann eine große Ausreisewelle nach Deutschland. Laut Volkszählung von 1992 wohnten im Ort 1.046 Rumänen, 241 Deutsche, 44 Ungarn, 53 andere (Roma). Zurzeit (2007) leben noch ca. 120 Deutsche im Dorf. In Bacova gibt es ein deutsches Altenheim, in dem ungefähr 16 Personen ihren Lebensabend verbringen.
In Bacova wurde leidenschaftlich Sport betrieben. Kegeln war sehr beliebt; nach dem Zweiten Weltkrieg war fast in jeder Straße eine improvisierte Kegelbahn. Später wurde eine moderne Kegelbahn gebaut, was dazu führte, dass die anderen langsam verschwanden. Wegen Geldmangels kam die Kegelmannschaft Recolta Bacova nie zum Aufstieg in die erste Liga. Das Dorf war aber mit mehreren Spielern bei Klubs aus Timișoara (Temeswar) in der ersten Liga vertreten. In den 1960er und 1970er Jahren gab es auch eine Fußballmannschaft Recolta Bacova, welche aber nie über die Kreisliga hinaus kam.

## Weinbau
Der Bakowarer Wein war sehr bekannt und brachte den Bewohnern eine große Wertschätzung ein. Schon in der Mitte des 19. Jahrhunderts begannen die Bakowarer, auf dem Silascher Berg Weinbau zu betreiben. Die Weinberge wurden 1890 von der aus Amerika eingeschleppten Reblaus vernichtet. Danach wurden die Weingärten erfolgreich mit widerstandsfähigen Weinpflanzen neu angelegt. Die bevorzugten Rebsorten der Bakowarer waren Riesling, Muskat Ottonel, Schillerwein (rot, weiß), Portugieser und Zackelweiß. Um eine qualitative Ernte zu erzielen, wurden die Weinreben mit einer 2 % Kupfervitral-Kalk Lösung gespritzt (fünfmal im Jahr) und der Boden dreimal gehackt. Die Arbeiten wurden bis Ende Juli durchgeführt. Die Ernte begann ungefähr Mitte September.
Vor der Enteignung in Rumänien 1945 besaßen die Weinbauern auf dem Silascher Berg ca. 880 Katastraljoch Weingarten (1 Joch = 5754 m²). Es wurden im Schnitt 15.000 Hektoliter (ca. 660 l pro Einwohner) geerntet. Die Arbeit wurde manuell verrichtet. Heute wird in Bacova kein Wein mehr angebaut.

## Demografie
| Ethnie   | 1910 | Prozente |
| -------- | ---- | -------- |
| Rumänen  | 47   | 2,31 %   |
| Ungarn   | 76   | 3,73 %   |
| Deutsche | 1895 | 93,03 %  |
| Sonstige | 19   | 0,93 %   |
| Gesamt   | 2037 | 100 %    |

| Ethnie   | 1977 | Prozente |
| -------- | ---- | -------- |
| Rumänen  | 227  | 13,25 %  |
| Ungarn   | 28   | 1,64 %   |
| Deutsche | 1433 | 83,71 %  |
| Sonstige | 24   | 1,40 %   |
| Gesamt   | 1712 | 100 %    |

| Ethnie   | 2002 | Prozente |
| -------- | ---- | -------- |
| Rumänen  | 1351 | 87,50 %  |
| Ungarn   | 42   | 2,73 %   |
| Deutsche | 102  | 6,60 %   |
| Sonstige | 49   | 3,17 %   |
| Gesamt   | 1544 | 100 %    |

## Persönlichkeiten
- Paulus Weinschrott (1919–1960), banatschwäbischer römisch-katholischer Ordensmann, Geistlicher und Märtyrer
- Eduard Zwick (1921–1998), rumänisch-deutscher Mediziner, begründete das Johannesbad in Bad Füssing
- Karl Singer (1940–2015), Hochschullehrer an der West-Universität Temeswar, Gründungsmitglied und Vorsitzender des Demokratischen Forums der Deutschen im Banat
- Albert Kitzl (* 1943), Schauspieler
- Walther Konschitzky (* 1944), Publizist, Fotograf und Ethnograf
- Helmut Weinschrott (* 1949), Direktor der Adam-Müller-Guttenbrunn-Stiftung in Temeswar und Träger des Bundesverdienstkreuzes[3]